# ريتشارد دانيال
ريتشارد دانيال (بالألمانية: Richard Daniel)‏ هو عسكري ألماني، ولد في 24 ديسمبر 1900 في نوي-أنشباخ في ألمانيا، وتوفي في 4 مايو 1986 في نويمونستر في ألمانيا.